# Notch-filter
Et notch-filter er et elektronisk filter, der lader de fleste frekvenser passere på nær et smalt frekvensbånd, der filtreres fra. Dvs. der er tale om et særligt smalt båndstopfilter. Et notch-filter er et lavpasled og et højpasled med den samme afskæringsfrekvens koblet sammen. Filtret bruges for eksempel i en radiomodtager i lavfrekvensdelen til at fjerne interferenshyl fra en radiosender, hvis frekvens ligger tæt på den sender, man modtager. Den frekvens, der skal fjernes, kan indstilles. Notch-filtre med fast indstillet frekvens kan findes i radioer. De bliver kaldt bølgefælder. Notch-filtre finder også anvendelse i måleinstrumenter og lydudstyr (for at undgå tilbagekoblingshyl). Typen kan også bruges til at fjerne brum fra elnettet. 